# Charles-Adolphe Demachy
Pour les articles homonymes, voir Demachy.
Charles-Adolphe Demachy (11 novembre 1818 à Paris - 29 juin 1888 à Paris) est un banquier français du Second Empire, au XIXe siècle. 

## Biographie
Charles-Adolphe Demachy était le fils de l'agent de change parisien Hector Charles Claude Demachy (1776-1828), le petit-fils de l'éditeur Martin Bossange et l'arrière-petit-neveu du peintre Pierre-Antoine Demachy. Entré à la Banque Seillière dès 1832, à l'âge de quatorze ans, sur les recommandations d'un client de son père, le financier Gabriel-Julien Ouvrard, Charles Adolphe Demachy fut l'associé d'Achille Seillière à compter du 1er janvier 1858. Homme d'affaires avisé et introduit, entretenant des liens privilégiés avec les Schneider et les Wendel, membre du Cercle des chemins de fer, il siège aux conseils d'administration de la Compagnie des chemins de fer de Paris à Lyon et à la Méditerranée (PLM), des Chemins de fer autrichiens, de la Compagnie de Madagascardes, des compagnies d'assurances "La Réunion", "La Nationale" et de la "Compagnie de Madagascar", et est vice-président de la Banque impériale ottomane (dont il est membre du Comité parisien de 18638 à 1888).
En 1873, il est fait chevalier de la Légion d'honneur.
En 1874, il est nommé régent de la Banque de France, au siège des Perier.
À la mort d'Achille Seillière, il fonde avec les fils de ce dernier, Raymond et François, la "Société Demachy, R et F Seillière", au capital de 6,5 millions de francs, qui sera dissoute le 2 juillet 1888, quelques jours après sa mort, Raymond Seillière ayant dilapidé 12 millions de francs.
La Banque Demachy et F. Seillière prit la relève, sur une assise financière beaucoup plus réduite. Les Wendel en prirent le contrôle entre les deux guerres et elle fut absorbée en 1985 par la Gérance parisienne privée, contrôlée par le groupe Worms.
Marié le 1er mai 1850, Paris, avec Marie Joséphine Zoé Girod de l'Ain (1827-1916), fille du général-baron Félix Girod de l'Ain, Charles-Adolphe Demachy est le père de Charles Demachy, de Robert Demachy, et d'Édouard Demachy, ainsi que le beau-père de Jean Raoul Centule de Galard de Brassac de Béarn (1843-1873).
Il meurt le 29 juin 1888, à son domicile parisien du no 13 de la rue François-Ier et est enterré au cimetière du Père-Lachaise (27e division). Au moment de son décès, sa fortune est estimée à 8,9 millions de francs.

## Distinctions
- Chevalier de la Légion d'honneur (1873).